# Üzbegisztán a 2006. évi téli olimpiai játékokon
Üzbegisztán az olaszországi Torinóban megrendezett 2006. évi téli olimpiai játékok egyik részt vevő nemzete volt. Az országot az olimpián 2 sportágban 4 sportoló képviselte, akik érmet nem szereztek.

## Alpesisí
Férfi
| Versenyző      | Versenyszám | 1. futam | 1. futam | 2. futam | 2. futam | Összesítés | Összesítés |
| Versenyző      | Versenyszám | Idő      | Hely.    | Idő      | Hely.    | Idő        | Helyezés   |
| -------------- | ----------- | -------- | -------- | -------- | -------- | ---------- | ---------- |
| Kayrat Ermetov | Műlesiklás  | 1:13,19  | 61.      | 1:07,69  | 45.      | 2:20,88    | 46.        |

## Műkorcsolya
| Versenyző                     | Versenyszám | Rövid program | Rövid program | Kűr     | Kűr     | Összesítés | Összesítés |
| Versenyző                     | Versenyszám | Pont          | Hely.         | Pont    | Hely.   | Pont       | Helyezés   |
| ----------------------------- | ----------- | ------------- | ------------- | ------- | ------- | ---------- | ---------- |
| Anastasiya Gimazetdinova      | Női egyéni  | 38,44         | 29.           | kiesett | kiesett | kiesett    | kiesett    |
| Marina Aganina Artyom Knyazev | Páros       | 44,02         | 15.           | 75,53   | 17.     | 119,55     | 16.        |